# Rusia en los Juegos Paralímpicos de Turín 2006
Rusia estuvo representada en los Juegos Paralímpicos de Turín 2006 por un total de 29 deportistas, 18 hombres y 11 mujeres.

## Medallistas
El equipo paralímpico ruso obtuvo las siguientes medallas:
| Nombre                                                | Deporte        | Evento                                    |
| ----------------------------------------------------- | -------------- | ----------------------------------------- |
| Oro                                                   |                |                                           |
| Alena Gorbunova                                       | Biatlón        | 7,5 km de pie femenino                    |
| Rustam Garifoullin                                    | Biatlón        | 7,5 km de pie masculino                   |
| Rustam Garifoullin                                    | Biatlón        | 12,5 km de pie masculino                  |
| Vladímir Kiselev                                      | Biatlón        | 7,5 km silla de esquí masculino           |
| Vladímir Kiselev                                      | Biatlón        | 12,5 km silla de esquí masculino          |
| Irek Mannanov                                         | Biatlón        | 7,5 km ceguera masculino                  |
| Liubov Vasilieva                                      | Esquí de fondo | 10 km discapacidad visual femenino        |
| Liubov Vasilieva                                      | Esquí de fondo | 15 km discapacidad visual femenino        |
| Anna Burmistrova                                      | Esquí de fondo | 10 km de pie femenino                     |
| Irina Polyakova Tatiana Ilioutchenko Liubov Vasilieva | Esquí de fondo | 3 × 2,5 km clase abierta femenino         |
| Taras Kryjanovski                                     | Esquí de fondo | 5 km silla de esquí masculino             |
| Taras Kryjanovski                                     | Esquí de fondo | 10 km silla de esquí masculino            |
| Kiril Mijáilov                                        | Esquí de fondo | 20 km de pie masculino                    |
| Plata                                                 |                |                                           |
| Anna Burmistrova                                      | Biatlón        | 7,5 km de pie femenino                    |
| Irek Mannanov                                         | Biatlón        | 12,5 km ceguera masculino                 |
| Alfis Makamedinov                                     | Biatlón        | 12,5 km de pie masculino                  |
| Taras Kryjanovski                                     | Biatlón        | 12,5 km silla de esquí masculino          |
| Tatiana Ilioutchenko                                  | Esquí de fondo | 5 km discapacidad visual femenino         |
| Tatiana Ilioutchenko                                  | Esquí de fondo | 10 km discapacidad visual femenino        |
| Anna Burmistrova                                      | Esquí de fondo | 5 km de pie femenino                      |
| Anna Burmistrova                                      | Esquí de fondo | 15 km de pie femenino                     |
| Alfis Makamedinov                                     | Esquí de fondo | 10 km de pie masculino                    |
| Alfis Makamedinov                                     | Esquí de fondo | 20 km de pie masculino                    |
| Serguéi Shilov                                        | Esquí de fondo | 10 km silla de esquí masculino            |
| Taras Kryjanovski                                     | Esquí de fondo | 15 km silla de esquí masculino            |
| Irek Mannanov Serguéi Shilov Rustam Garifoullin       | Esquí de fondo | 1 × 3,75/2 × 5 km clase abierta masculino |
| Bronce                                                |                |                                           |
| Elvira Ibraguinova                                    | Biatlón        | 7,5 km ceguera femenino                   |
| Mijaíl Terentiev                                      | Biatlón        | 12,5 km silla de esquí masculino          |
| Liubov Vasilieva                                      | Esquí de fondo | 5 km discapacidad visual femenino         |
| Tatiana Ilioutchenko                                  | Esquí de fondo | 15 km discapacidad visual femenino        |
| Verlay Koupchinski                                    | Esquí de fondo | 10 km discapacidad visual masculino       |
| Kiril Mijáilov                                        | Esquí de fondo | 10 km de pie masculino                    |
| Serguéi Shilov                                        | Esquí de fondo | 15 km silla de esquí masculino            |